# Dian'arte museum
Dian’Arte Museum est un musée privé situé dans la ville de Borgo en Haute-Corse,.
Il ouvre au public en octobre 2009 et se consacre aux oeuvres de Gabriel Diana. Le musée se trouve à l'intérieur d'un bâtiment qui s'ouvre aussi sur un grand jardin où se trouvent de nombreuses sculptures,.
La rencontre entre la sculpture et la peinture fait voyager le spectateur dans un monde onirique et symbolique lié à la culture insulaire corse et méditerranéenne. La grande salle souligne le désir de l'artiste de s'inscrire dans un courant qui lui est propre : une première période académique qui illustre ses bases artistiques, puis son goût pour le modernisme.
A l'extérieur, dans le jardin, se trouvent des sculptures monumentales telles que l’Hermaphrodite étrusque, l'Oiseau de mer, la Liseuse, le Bandeau Corse et d'autres œuvres en mouvement, comme l’homme qui court.
Le musée organise des expositions temporaires, comme par exemple en 2014 la « Collection d’état russe » du Musée de l’Ambre de la Région de Kaliningrad, situé en Russie. Le musée organise également des prêts d'oeuvres avec d'autres structures, comme par exemple la ville d'Ajaccio.
Gabriel Diana voudrait faire don de son musée privé à la Collectivité territoriale de Corse.